# Perebea
Perebia é um género botânico pertencente à família Moraceae.
1. ↑  «Perebea». www.worldfloraonline.org. Consultado em 5 de julho de 2022